# Der Weg in die Schatten
Der Weg in die Schatten (Originaltitel: The Way of Shadows) ist ein Fantasyroman von Brent Weeks aus dem Jahr 2008. Es ist das erste Buch der Night-Angel-Trilogie.

## Aufbau
Die Geschichte spielt sich in der Stadt Cenaria, Hauptstadt von Cenaria, in der frei erfundenen Welt Midcyru ab. Cenaria Stadt ist in zwei Hälften geteilt: Die Kaninchenbauten sowie die Gilden und der Großteil der Sa’Kage liegen westlich des Plith, des Flusses der durch Cenaria fließt. Dieser Stadtteil wird auch Labyrinth genannt. Auf der Ostseite, die östlich des Plith liegt, leben, trotz Verbrechen, die reichere Mittel- und Oberschicht. In Cenaria herrscht eine Monarchie mit dem König, der über das Land regiert und seine Macht an seine Erben abgibt. Dennoch bleibt die wahre Macht über das Land bei den Sa’Kage (die Herren der Schatten), eine gesindelähnliche Organisation, die in kriminelle Machenschaften wie Erpressung, Prostitution und Auftragsmorden verwickelt ist.
Cenaria grenzt im Norden an ein anderes Land namens Khalidor. Khalidor ist ein mächtiges Reich, das von einem tyrannischen Gottkönig (Garoth Ursuul) regiert wird. Dieser Gottkönig strebt danach, die Macht von Khalidor zu benutzen, um alle Nationen zu beherrschen. Er und die Armee von Khalidor kennen keine Gnade, was die Erreichung dieser Ziele betrifft.

## Inhalt
Die Hauptperson in der Geschichte ist der Gossenjunge Azoth, der im Labyrinth/Kaninchenbau (dem Armutsviertel der Westseite) in einer Diebesbande (oder auch Gilde) („schwarzer Drache“) der Sa’Kage gerade so mit dem Sammeln von Münzen auf dem Boden oder abgelegenen Orten über die Runden kommt. Dort wird er von seinem Peiniger „Ratte“ terrorisiert, der die „Faust“ und damit der Geldeintreiber der Gilde ist. Da Azoth aus dem Viertel herauskommen will, versucht er den Blutjungen Durzo Blint dazu zu überreden, ihn als Lehrling anzunehmen. Blutjungen sind gedungene Mörder, die Magie benutzen, um Vorteile zu erlangen, und besser sind als gedungene Mörder (Zitat aus dem Buch: „Ein Blutjunge hat keine Ziele, denn das Ziel eines Blutjungen ist bereits tot, eine reine Formalität. Ein Blutjunge hat Leichen.“- Durzo Blint).
Blint verlangt, dass Azoth Ratte tötet, aber er zögert und seine Freunde im Labyrinth müssen leiden, da Azoth sich zum absoluten Feind Rattes entwickelt hat. Schließlich tötet Azoth Ratte doch und nimmt Durzo Blint als seinen Meister an.
Er lernt zu kämpfen, zu schleichen, Gifte zu brauen, nimmt den Namen Kylar Stern an, gibt sich damit als Adeliger aus und lernt die Oberschicht Cenarias kennen. Allen voran den jungen Logan Gyre, einen Adeligen seines Alters, dessen Familie in der Thronfolge direkt nach dem der Gunder steht, die derzeit an der Macht sind, und die beiden werden gute Freunde. Natürlich vertraut Azoth niemandem in der Oberschicht an der Ostseite seine wahre Identität an, außer dem Grafen Drake, der als Bekannter Durzos für Kylars Eingliederung zuständig ist. Das Geld, das Kylar verdient, wandert zum Großteil als Spende bei einem Mädchen aus dem Labyrinth, „Puppenmädchen“, die von Ratte im Gesicht verstümmelt wurde. Das Mädchen, das Durzo auf Flehen Kylars hin aus dem Labyrinth holt unter der Bedingung, dass Kylar sie nicht mehr sehen darf, nimmt den Namen Elene an und wohnt fortan auf der Ostseite.
Kylar steckt die harten Trainingsarbeiten mit dem harten Durzo Blint weg und lernt bei Momma K. (Kirena), der Herrin der Wonnen der Sa'Kage und Herrin über Bordelle und Spione in Cenaria, das Lesen und das Auftreten in der Öffentlichkeit.
Kylar findet heraus, dass seine magische Gabe aus einem Defekt nicht hervortreten kann, was ihn bangen lässt, dass seine Ausbildung umsonst war („Keine Magie, kein Blutjunge.“-Durzo Blint). Dies macht ihn jedoch zu einem Ka’karifer, eine Person mit einer speziellen Bindung zu einem magischen Kakari. Es gibt 6 von diesen, die vor 700 Jahren von einem mächtigen Magier mit Namen Ezra der Wahnsinnige erschaffen wurde, jeder beherrscht ein eigenes Element.(Rot: Feuer, Blau: Wasser, Grün: Pflanzen/Ranken, Silber: Metall, Braun: Stein/Erde, Weiß: Erzeugt eine starke Ausstrahlung gegenüber anderen Personen + Illusionen („Glanzzauber“))
Diese sind seit Jahren verschwunden und kommen in vielen Geschichten in Midcyru (der Kontinent, auf dem die Geschichte spielt) vor.
Des Weiteren wird er eines Nachts von Dorian Ursuul aufgesucht, einem Propheten, der ihm sagt, er müsse seinen Meister am folgenden Tag töten, sonst würde eine Katastrophe passieren.
In der Sa’Kage hat sich ein gewisser Roth hochgearbeitet, der die Gesellschaft nun unter Kontrolle hat und sich zum neuen Shinga (dem Meister der Sa’Kage) ausruft.
Kylar findet in Abwesenheit seines Meisters heraus, dass er erpresst wird und für den König arbeiten muss, was das Intrigenspiel in Cenaria noch komplizierter macht.
Schließlich verfestigt sich das Gerücht, dass in Cenaria ein Ka’kari aufgetaucht sei, und die Sa’Kage mobilisiert sich. Auch Kylar wird von Momma K auf den Ka’Kari aufmerksam gemacht. Dieser soll sich in dem Haus von Trudana Jadwin, einer Adeligen befinden und der Blutjunge Hu Gibbet, ein brutaler Blutjunge mit Mordlust, der immer zu viele Ziele tötet, sei angeheuert worden, ihn während eines Festes zu holen. Auf dem Fest befinden sich aber viele von Kylars adeligen Freunden, wie zum Beispiel Logan Gyre. So sieht sich Kylar gezwungen, den Ka’Kari selbst zu stehlen und Hu Gibbet zu töten. Auf dem Fest wird der Sohn des Königs und einziger Thronfolger getötet, während Kylar sich in das Haus schleicht und den silbernen Ka’Kari findet, bewacht von seiner alten Freundin Puppenmädchen/Elene und ist gezwungen, sie zu betäuben. Darauf läuft er prompt seinem Meister über den Weg, der als Hu Gibbet verkleidet auf dem Fest war, der nun sehr zornig wird, da Kylar ohne sein Wissen einen Auftrag ausgeführt hat. Momma K hatte die beiden aufeinandergehetzt. Durzo will Kylar dazu zwingen, die wehrlose Zeugin Elene zu töten. Kylar weigert sich und Durzo will ihn töten, als Wachleute den Raum stürmen. Kylar bindet unabsichtlich als Ka’Karifer den Ka’kari. Dieses Binden macht den Ka’kari nutzlos für alle anderen außer ihn. Kylar bietet seinem Meister sein Leben und gibt ihm den Ka’kari, doch der reagiert verwunderlicherweise ruhig und bewahrt Kylar vor der Entdeckung durch die Wachen.
Kylar vergiftet im Zorn auf den Verrat durch sie Momma K. und verlangt Erklärungen. Er gibt ihr jedoch danach das Gegengift, als sie ihr eigenes Intrigenspiel vor Kylar offenbart hat und dass sie die Mutter von Durzos Tochter Uly ist, mit der er nun erpresst wird und die in der Burg aufwuchs, um keine gefährliche Verbindung mit Durzo oder ihrer Mutter zu haben.
Am folgenden Tag wird Durzo Blint dazu gebracht, in der Burg von Cenaria den König und die Adeligen zu töten. Kylar bekommt von dem geplanten Staatsstreich mit, der von Roth angezettelt wurde, der Roth Ursuul ist und damit ein Sohn des Gottkönigs auf seiner Prüfung (UUdurthan). Dieser erpresst Durzo nun, da er dessen Tochter bedroht. Auf dem Fest wird aufgrund der Bedrohung durch die Intrige Logan zum Thronfolger erklärt, da der König keinen Erben mehr besitzt. Der König stirbt noch in derselben Nacht im Chaos auf dem Fest durch die Hand seines Generals, der im Aufruhr Soldaten vom durch Gift verrückten König abziehen will, um den frischen Thronfolger zu schützen. Alle Soldaten und Adeligen, die Logan zu Hilfe eilen, werden von Roth getötet, der die Invasion des Landes Khalidor auf die Stadt deckt. Die Streitmacht Khalidors ist bereits mit dem Schiff angekommen und greift nun die Burg an. Logan Gyre wird mit seiner Gemahlin Jenine Gunder (die Tochter des Königs, mit der er vor Stunden verheiratet wurde) im Gemach von Roth aufgespürt. Er tötet Jenine und will Logan kastrieren lassen und in den Schlund, das Gefängnis Cenarias, stecken. Doch ein Agent, Momma Ks Schützling Jarl, (ein alter Freund Kylars, Lehrling von Momma K, die die echte verdeckte Shinga ist und ihn zum Nachfolger ausbildet) will ihn retten. Als sie jedoch am Loch, einem Kerker für Schwerverbrecher, die in dem Loch mit wenig Wasser und Brot, oft nur durch Kannibalismus überleben können, vorbeigehen, um die Leiche eines getöteten Wachpostens zu beseitigen, wird der Agent mit einem Sehnenseil aus dem Loch heraus getötet. Hexer, Magier Khalidors, kommen in den Schlund herunter und Logan sieht sich gezwungen, in das Loch hinabzuspringen, um zu überleben, auch wenn er dann dort unten mit den Kannibalen gefangen ist.
In der Zwischenzeit hat Kylar das Gemach Logans gefunden, den er retten wollte, findet ihn dort aber natürlich nicht auf. Stattdessen findet ihn sein Meister und ein Kampf entfacht sich. Kylar will jedoch nicht gegen seinen Meister kämpfen und ruft den Ka’Kari von seinem Meister zu sich und springt aus dem Turmfenster in den Fluss.
Nachdem Kylar unter den Khalidor gewütet hat, wird er jedoch von seinem Meister an einem entlegenen Ort wiedergefunden und ein Entscheidungskampf entbrennt, in dem Kylar seinen Meister tötet.
Am folgenden Tag, nachdem Kylar sich wieder erholt hatte, macht er sich mit seinen durch den Ka’kari neu gewonnenen Kräften auf den Weg, um Roth Ursuul zu töten. Kylar weiß nun, dass er nicht den silbernen Ka’Kari, sondern einen schwarzen gebunden hat. Ein geheimer Ka’Kari, der Durzo gehört hat. Der silberne war eine Fälschung gewesen.
Kylars Ka’Kari ist ein Verschlinger, der ihn vor sämtlichen magischen Einflüssen beschützt und ihn komplett unsichtbar machen kann. Die Wachen Roths, vor allem die Hexer, haben gegen seine Kräfte und Fähigkeiten keine Chance. Doch Roth Ursuul, der wie herauskommt, auch Ratte ist, der den Mordanschlag des damaligen Azoths überlebt hat, schafft es, Kylar ein Schwert durch die Brust zu rammen, doch mit seinem letzten Atemzug verformt Kylar die Substanz seines Ka’Kari zu einer Klinge und tötet Roth damit. Beide sterben. Elene, die zu der Zeit im Schloss ist und Kylar sucht, birgt seinen Leichnam.
Der Ka’kari bringt Kylars Geist nach dem Tod in eine Sphäre, in der sich Kylar für den Tod und das Leben danach entscheiden kann, oder für sein altes. Er kehrt zurück und wacht in Momma Ks Unterschlupf auf, in den er von Elene gebracht wurde.
Kylar versteht nun, dass sein Meister unsterblich war und den Ka'kari vor 700 Jahren als Acaelus Thorne (sein wahrer Name) heimlich von Jorsin Alkestes, dem legendären Heerführer, für dessen Kämpen Ezra der Wahnsinnige die Ka’kari gefertigt hatte, erhalten hat, um ihn zu verstecken.
Am Ende will er der Stadt den Rücken kehren und verlässt mit Elene und Ully, Durzos und Momma Ks Tochter die Stadt.

## Veröffentlichung
Das Buch wurde am 2. Oktober 2008 bei Orbit Books veröffentlicht. Die deutsche Übersetzung von Hans Link erschien am 15. Dezember 2009 beim Blanvalet Verlag.

## Ausgabe
- Brent Weeks: Der Weg in die Schatten. Blanvalet, 2009, ISBN 978-3-442-26628-9